# Huánuco
Huánuco es una ciudad peruana, capital del distrito, la provincia y el departamento homónimos en el centro norte del país. La ciudad tiene una población de 335 530 hab., según proyecciones del INEI para 2024.

## Toponimia
El nombre de lugar es incierto. Cerrón Palomino hipotetiza, sin embargo, que el topónimo puede haber venido de *wanaku 'guanaco', donde la a pasó a u por algún proceso de asimilación. Además, parece haber justificación puesto que la zona abunda en estos camélidos americanos.

## Historia

### Conquista del Perú
Gómez de Alvarado recibió de Francisco Pizarro, el encargo de la fundación de una población de españoles en el valle de Huánuco (sierra central del Perú). La intención del marqués era contentar a los derrotados almagristas, concediéndoles tierras a fin de que se calmaran en sus reclamos, y tener a la vez un punto de apoyo en la lucha contra el caudillo inca Illa Túpac, último de los capitanes de Manco Inca que aun resistía y que dominaba gran parte de la región. 
Partió pues Gómez a cumplir la misión, acompañado de muchos soldados almagristas. Llegó a la antigua ciudad de Huánuco Pampa, donde aún se elevan los restos de majestuosas construcciones incaicas. Allí decidió establecer la población, realizándose la fundación el 15 de agosto de 1539, siendo sus primeros alcaldes Diego de Carvajal y Rodrigo Núñez de Prado. Esta fundación se hizo ante las protestas del Cabildo de Lima que alegaba mermarse con ello su jurisdicción más de lo que ya estaba con la reciente creación de Huamanga. Presionado Pizarro, aceptó que se retirara su título de Ciudad, conservando solo el de Villa. Gómez de Alvarado viajó entonces a Lima amenazando con no regresar a Huánuco si no se le concedía a ésta el título de ciudad. Debieron ser tan destemplados sus reclamos, que Pizarro consideró prudente revocar su nombramiento de Teniente de Gobernador, anulando al mismo tiempo la fundación de Huánuco.
De hecho, aquella población no duró mucho tiempo, pues la hostilidad de los indios acaudillados por Illa Túpac hizo que fuera abandonada paulatinamente. A fines de 1540 o principios de 1541, Pizarro envió a Huánuco como Teniente Gobernador al segoviano Pedro Barroso. Este encontró ya despoblada la antigua sede (que sería conocida desde entonces como Huánuco Viejo) y decidió fundar una nueva villa a 140 km de distancia, en las tierras de los chupachos del valle del Huallaga (donde actualmente se halla). Ello ocurrió el 2 de febrero de 1541. Pero tampoco pudo florecer la urbe, pues el estallido de las guerras civiles entre los conquistadores hizo que el sitio se despoblara, al alistarse sus vecinos, primero en las fuerzas de Alonso de Alvarado y luego en las de Vaca de Castro.
Después de la batalla de Chupas, el gobernador Cristóbal Vaca de Castro encomendó al capitán Pedro de Puelles la definitiva fundación de Huánuco con el nombre de «Ciudad de los Caballeros de León de Huánuco». En alusión a la patria del gobernador. Se desconoce la fecha exacta de esta nueva y definitiva fundación, pero se presume que fue a principios de 1543. Por real cédula del 8 de agosto de 1543 el emperador Carlos Quinto le otorgó un escudo de armas y el título de «Muy Noble y Muy Leal».
Entre los fundadores de la ciudad de León de Huánuco en el valle del Huallaga, el 30 de febrero de 1543 figuran los siguientes: Alonso Pérez de la Rosa, Juan Valladolid, Hernando Alonso de Malpartida, Rodrigo de Tinoco, Garci o García Fernández, Diego de Rojas, Antonio de Grado, Antonio de Garay, Antonio de Miranda, Bartolomé de Tarazona, Sancho Fernández de Hinostrosa, Pedro de Morales, Hernando Duran, Rodrigo Nieto, Juan Ruiz de Gamarra, Juan Pacheco, Juan Siero o Sierro, Juan Sánchez Falcón, Juan de Vargas, Juan de Argama o Agama, Alonso Díaz de Merino, Rodrigo de Zúñiga, Juan de Valladolid y los curacas Guanca: Diego Naupari, Cristóbal Canchari y otros que estuvieron presentes con la hueste de Pedro de Puelles.

### Independencia del Perú
Huánuco tuvo importante participación durante la guerra de la independencia y en la guerra con Chile. En Huánuco, se organizaron múltiples batallones de guerrillas y montoneros que combatieron a los chilenos en la Campaña de la Breña, los más destacados de estos cuerpos de guerrilla estaban comandados por el coronel Leoncio Prado.

## Geografía

### Ubicación

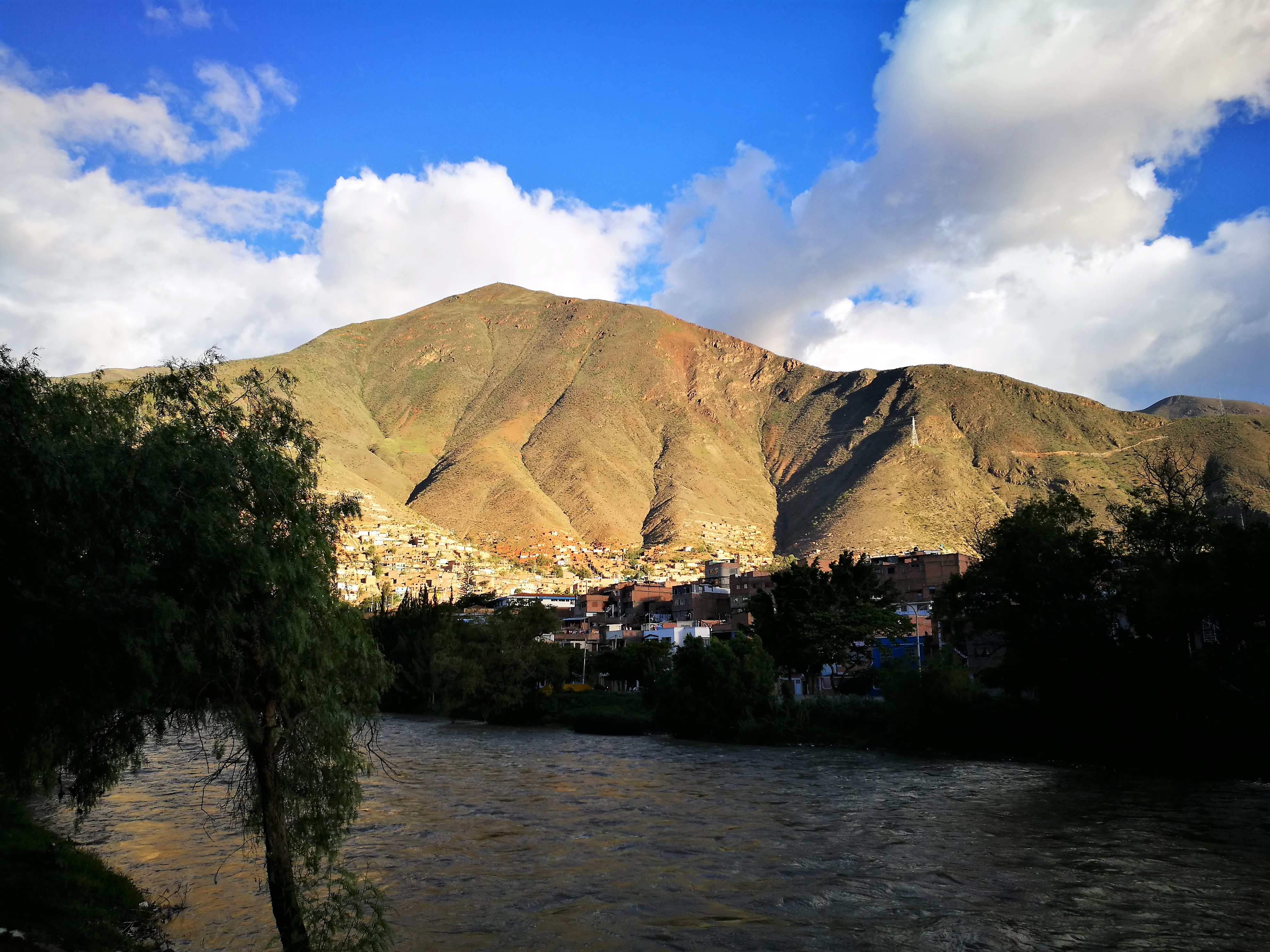
Río Huallaga recorriendo la ciudad de Huánuco.

Caballeros de León de Huánuco se ubica a los 1894 m.s.n.m en el valle formado por el río Huallaga. Está en la tierra templada o yungas de la vertiente oriental de los Andes centrales.

### Clima
Con una temperatura promedio de 24 °C, llamado por propios y visitantes como “La ciudad del mejor clima del mundo", es tan agradable y benigno su clima que el sol brilla todo el año, en un cielo limpio con un resplandeciente celeste intenso. Su temperatura más baja es en el invierno, es decir en los meses de julio y agosto (21 °C en el día y 17 °C en las noches) y la temperatura más alta es en la primavera, en los meses de noviembre y diciembre (30 °C en el día). Cruzan la ciudad el imponente río Huallaga y el río Higueras con sus limpias aguas, en cuya travesía se pueden apreciar hermosos paisajes de variada vegetación.
Este clima por ser seco y soleado es muy benéfico para las personas que adolecen de asma.
La temperatura media anual de la ciudad de Huánuco es de 18.7 °Cp;mm de precipitación anual.
| Parámetros climáticos promedio de Huánuco                           | Parámetros climáticos promedio de Huánuco | Parámetros climáticos promedio de Huánuco | Parámetros climáticos promedio de Huánuco | Parámetros climáticos promedio de Huánuco | Parámetros climáticos promedio de Huánuco | Parámetros climáticos promedio de Huánuco | Parámetros climáticos promedio de Huánuco | Parámetros climáticos promedio de Huánuco | Parámetros climáticos promedio de Huánuco | Parámetros climáticos promedio de Huánuco | Parámetros climáticos promedio de Huánuco | Parámetros climáticos promedio de Huánuco | Parámetros climáticos promedio de Huánuco |
| Mes                                                                 | Ene.                                      | Feb.                                      | Mar.                                      | Abr.                                      | May.                                      | Jun.                                      | Jul.                                      | Ago.                                      | Sep.                                      | Oct.                                      | Nov.                                      | Dic.                                      | Anual                                     |
| ------------------------------------------------------------------- | ----------------------------------------- | ----------------------------------------- | ----------------------------------------- | ----------------------------------------- | ----------------------------------------- | ----------------------------------------- | ----------------------------------------- | ----------------------------------------- | ----------------------------------------- | ----------------------------------------- | ----------------------------------------- | ----------------------------------------- | ----------------------------------------- |
| Temp. máx. media (°C)                                               | 26.3                                      | 26.2                                      | 25.3                                      | 26.1                                      | 26.3                                      | 25.6                                      | 25.5                                      | 26.3                                      | 26.5                                      | 26.8                                      | 27.5                                      | 26.8                                      | 26.3                                      |
| Temp. media (°C)                                                    | 19.4                                      | 19.3                                      | 18.7                                      | 19                                        | 18                                        | 17.2                                      | 16.8                                      | 17.9                                      | 18.6                                      | 19.3                                      | 20                                        | 19.8                                      | 18.7                                      |
| Temp. mín. media (°C)                                               | 12.5                                      | 12.4                                      | 12.2                                      | 12                                        | 9.7                                       | 8.8                                       | 8.2                                       | 9.5                                       | 10.8                                      | 11.9                                      | 12.6                                      | 12.8                                      | 11.1                                      |
| Precipitación total (mm)                                            | 55                                        | 63                                        | 59                                        | 24                                        | 11                                        | 5                                         | 4                                         | 9                                         | 19                                        | 41                                        | 46                                        | 52                                        | 388                                       |
| Fuente: CLIMATE-DATA.ORG(http://es.climate-data.org/location/3405/) |                                           |                                           |                                           |                                           |                                           |                                           |                                           |                                           |                                           |                                           |                                           |                                           |                                           |

## Economía
La actividad principal de Huánuco es la agricultura. Además de los cultivos alimenticios propios de la serranía. Huánuco es un centro hortícola (camote, frijol, apio, col, papa, yuca etc.) y frutícola de primer orden, produciendo palta, mango, plátanos, papayas, naranjas, lúcuma, chirimoya, guayaba y otros frutales. Además, produce en sus valles cálidos, café, piña, coca y caña de azúcar. En la ganadería, el cruce de cebú con vacas criollas ha dado buenos resultados. Dentro del campo de la minería, Huánuco es productor de petróleo (Aguas Calientes) en la cuenca del Río Pachitea; y en la industria extractiva, sobresale la maderera (Huánuco, Tingo María y Puerto Inca). No se puede dejar de lado el comercio, actividad económica que también sustenta al departamento de Huánuco.

## Transporte

### Carretera
La Carretera Central conecta Huánuco con la Amazonía peruana (Pucallpa), con la zona altoandina (Cerro de Pasco) y la capital peruana de Lima. 

### Aeropuerto
Por vía aérea está accesible por el Aeropuerto Alf. FAP David Figueroa F.

## Distritos
La Ciudad de Huánuco esta Divida en 3 distritos y tiene una Población de 235 529 habitantes al año 2020, según el INEI.
| Pos   | Distritos    | Población |
| ----- | ------------ | --------- |
| 1     | Huánuco      | 95 540    |
| 2     | Amarilis     | 88 635    |
| 3     | Pillco Marca | 51 354    |
| Total | Total        | 235 529   |

## Atractivos turísticos
- Quilla Rumi, con su pintura de arte rupestre.
- La Catedral.
- Huacar.

Es un pequeño pueblo donde se detuvo el tiempo, que está a 30 kilómetros de Huánuco. Queda en la cercana provincia de Ambo, el viaje dura 40 minutos.
- El templo de las Manos Cruzadas

El templo de las Manos Cruzadas, es considerado uno de los templos más antiguo de América, se encuentra a 5 kilómetros de la ciudad de Huánuco. El viaje por carretera afirmada dura 12 minutos.

## Educación
Huánuco es sede principal de la Universidad Nacional Hermilio Valdizán y de la Universidad de Huánuco.

## Deporte

### Fútbol

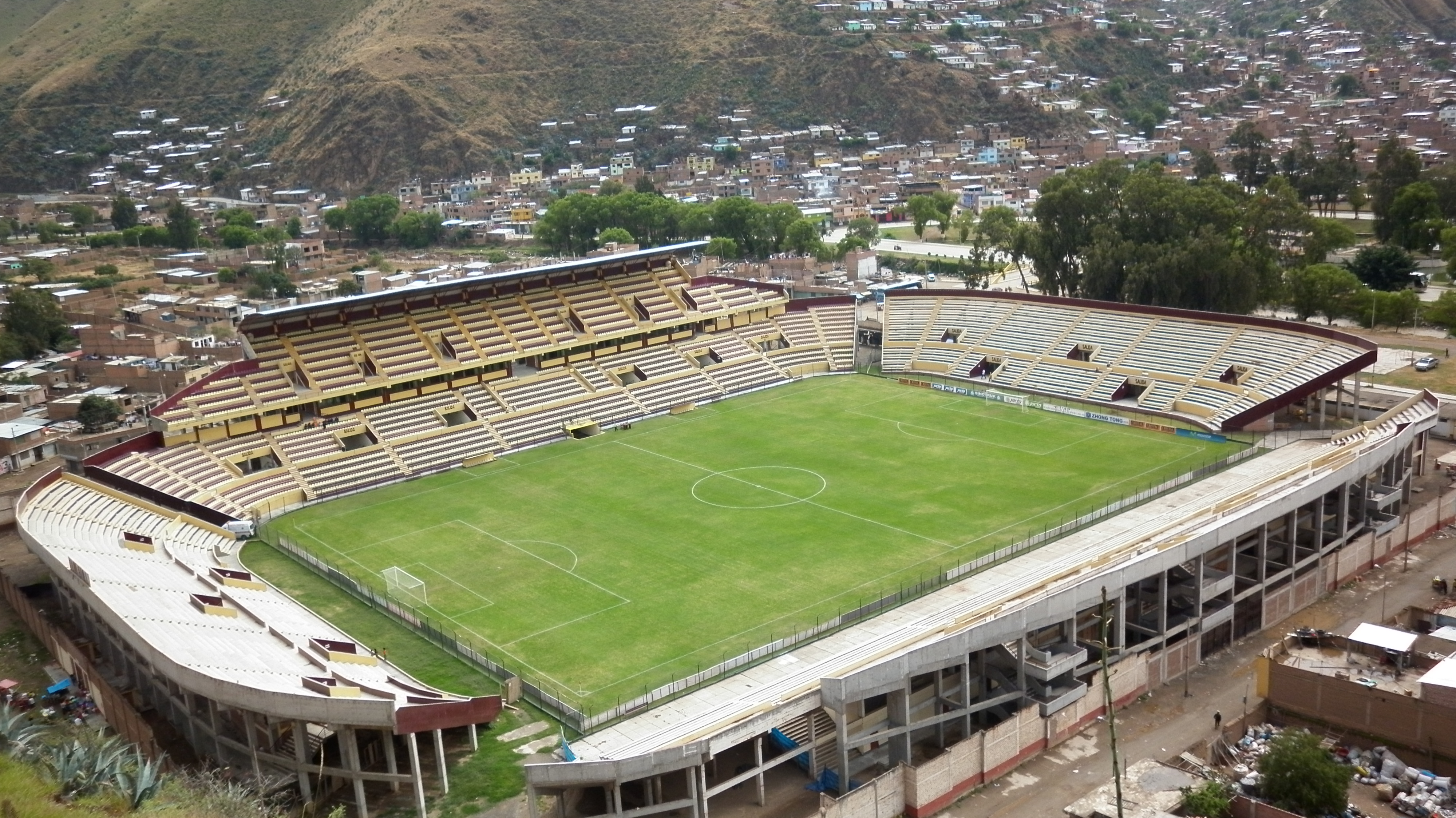
Vista superior del Estadio Heraclio Tapia.

Es sin duda el deporte más popular de los habitantes de Huánuco. Los clubes más populares de la ciudad son el León de Huánuco y el Alianza Huánuco. Entre estos dos clubes se disputan tradicionalmente el Clásico Huanuqueño.
| Equipo              | Fundación               | Estadio        | Liga      |
| Alianza Universidad | 1 de enero de 1939      | Heraclio Tapia | Liga 1    |
| Construcción Civil  | 2019                    | Heraclio Tapia | Liga 3    |
| Cultural Tarapacá   | 27 de noviembre de 1917 | Heraclio Tapia | Copa Perú |
| León de Huánuco     | 29 de junio de 1946     | Heraclio Tapia | Copa Perú |
| UNHEVAL             | 21 de febrero de 1964   | Heraclio Tapia | Copa Perú |

### Escenarios deportivos
El principal recinto deportivo para la práctica del fútbol es el Estadio Heraclio Tapia, inaugurado en el año 1952 y que cuenta con una capacidad máxima para 25 000 espectadores.